# Dal (Gericht)

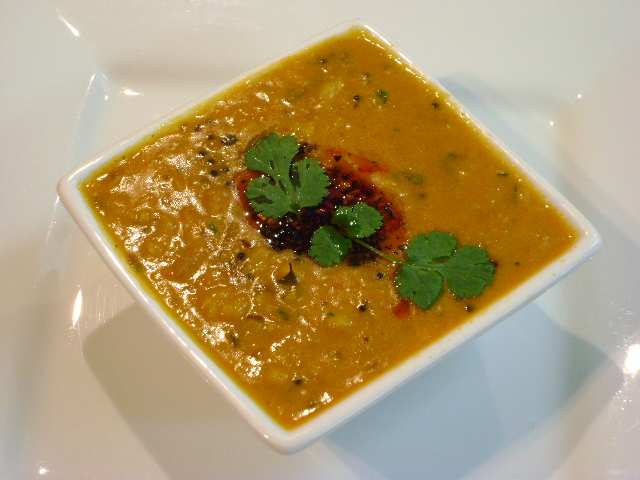
Dal tadka aus dem Punjab

Dal (Hindi दाल, Dāl, Urdu دال, mitunter auch Daal oder Dhal geschrieben) ist ein Gericht der indischen Küche und pakistanischen Küche, das vorwiegend aus Hülsenfrüchten, besonders Straucherbsen, Kichererbsen, Linsen, Urdbohnen, Mungbohnen, Gartenbohnen oder Erbsen, zubereitet wird. Durch die lange Kochzeit zerkochen die Hülsenfrüchte zu einer Art Brei, der mit Kreuzkümmel, Koriandersamen, geschmorten Zwiebeln, Knoblauch, Chilis, Ingwer, Assafoetida, Bockshornklee und anderen Gewürzen kräftig gewürzt wird. Dal kann sowohl als Hauptspeise, zum Beispiel als Linsencurry beim Dal Bhat, sowie auch als Beilage gereicht werden. Häufig wird Dal mit einem gekochten Gemüse serviert und dazu Reis oder Fladenbrote z. B. Chapati oder Naan.
Dal ist ein Grundnahrungsmittel und Teil der Esskultur in Indien und wird fast zu jeder Hauptmahlzeit serviert. Es gibt hunderte Arten und Variationen von Dal, und die Rezepte und zugehörigen Gewürzmischungen werden meist in der Familie weitervererbt. Unterschiedliche Regionen haben unterschiedliche Arten von Dal. Für Vegetarier ist Dal eine der wichtigsten Quellen von Proteinen auf dem Subkontinent.
Bei den verschiedenen Arten von Dal kommt es nicht nur darauf an, welche Hülsenfrüchte die Grundlage bilden, sondern auch deren Vorbehandlung. Dal kann aus der ganzen Hülsenfrucht, halbiert, geschält, geschält und poliert, geschält und halbiert, geölt, frittiert, eingeweicht oder anders vorbehandelt zubereitet werden. Kochzeiten, Farbe, Geschmack und Konsistenz sind dabei jeweils anders.

## Die gebräuchlichsten Hülsenfrüchte
- Tur Dal oder Toor Dal: Straucherbsen. Die Straucherbsen werden industriell geschält, halbiert und eingeölt oder trocken verkauft. Dal aus geölten Straucherbsen bleibt körniger. Das Öl soll während der Lagerung einen Befall mit Vorratsschädlingen verhindern und wird vor der Zubereitung abgewaschen. Straucherbsen sind vor allem in Südindien ein Grundnahrungsmittel. Namen: तूर डाळ tūr ḍāḷ auf Marathi; tuvar dal auf Gujarati; अरहर दाल arhar dāl oder तुवर दाल tuvar dāl in Uttar Pradesh, Orissa und Bengalen; ತೊಗರಿ ಬೇಳೆ togari bēḷe auf Kannada; కంది పప్పు kandi pappu auf Telugu; tuvara oder tumara parippu auf Malayalam und துவரம் பருப்பு tuvaram paruppu auf Tamil.
- Chana Dal sind eine Sorte geschälter, gespaltener Kichererbsen. Namen: chholar dal auf Bengali; buta daali auf Oriya; శనగ పప్పు shanaga pappu auf Telugu; ಕಡಲೆ ಬೀಳೆ kadale bēḷe auf Kannada; kaḍala parippu auf Malayalam; Harbhara Daal/Chana daal auf Marathi und கடலை பருப்பு kaḍalai paruppu auf Tamil.
- Kala Chana sind Kichererbsen, ungeschält und ganz. - கொண்டைக் கடலை koṇḍai kaḍalai auf Tamil.
- Kabuli Dal oder Kabuli Chana: Kichererbsen. Kichererbsen vom Typ Kabuli haben größere, rundliche, cremefarbene Samen und sind sowohl in Indien, als auch in Europa bekannt und verbreitet. Der Typ Desi hat kleinere, runzelige, dunkle, meist braune Samen und wird hauptsächlich in Indien gepflanzt.
- Gelbe Erbsen werden in Indien selbst nicht viel verwendet, sind aber bei indischstämmigen Bevölkerungsschichten außerhalb Indiens sehr beliebt, z. B. in Guyana und auf Trinidad.
- Mungbohnen bilden in Südindien die Grundlage für die dünne, scharfe Suppe namens Rasam. In der Küche Maharashtras zieht man daraus kurze Bohnensprossen unter dem Namen Usal (ऊसळ). Namen: పెసర పప్పు pesara pappu auf Telugu; பயறு payaru oder பாசிப் பருப்பு pāsi paruppu auf Tamil; ಹೆಸರು ಬೀಳೆ hesaru bēḷe auf Kannada und cheru payaru auf Malayalam.
- Urad Dal aus Urdbohnen. Sie werden ganz, geschält oder halbiert verwendet (Hindi kālī dāl „schwarzes Dal“). Namen: उड़द दाल uṛad dāl auf Hindi; ماش māsh auf Urdu und Panjabi; ಉದ್ದಿನ ಬೀಳೆ uddina bēḷe auf Kannada kolai dal auf Bengali; biri daali auf Oriya; మినుములు minumulu, మినప పప్పు minapa pappu, oder ఉద్ది పప్పు uddi pappu auf Telugu; உளுத்தம் பருப்பு uḷuttam paruppu auf Tamil und uzhunnu parippu auf Malayalam.
- Masur Dal aus roten Linsen.
- Matki Dal aus Mattenbohnen[1]
- Rajma Dal: Kidneybohnen
- Reisbohnen. Die schnellwüchsigen kleinen Reisbohnen sind schwerer zu ernten, fallen häufig saisonal an und werden meistens direkt verbraucht.

Durch die Kombination dieser Hülsenfrüchte miteinander und mit Gemüse oder Joghurt und die unterschiedlichen Gewürze lassen sich hunderte von verschiedenen Dal-Gerichten kochen.

## Bekannte Dal-Gerichte
- Dal Makhani wird aus Urdbohnen und Kidneybohnen ungefähr im Verhältnis 3:1 hergestellt und mit Butter und Sahne zubereitet. Der Begriff bedeutet „Butter-Dal“ und stammt aus dem Hindustani (Hindi oder Urdu). Das Rezept ist mit den beiden Köchen Kundan Lal Jaggi und Kundan Lal Gujral verbunden, die als Migranten von Peshawar nach Punjab kamen. Das Gericht hat sich binnen kurzer Zeit in ganz Indien verbreitet und hat Einzug in die internationale indische Küche gehalten.
- Chana Masala („gewürzte Kichererbsen“) sind Kichererbsen in einer sauer-scharfen Soße. Dazu wird in der Pfanne gebackenes Weißbrot (Kulcha) gereicht. In Nordindien wird es oft auf der Straße verkauft. Mittlerweile ist es auch als Fertiggericht erhältlich.